# 1982年中国子爵号劫机事件
1982年中国子爵号劫机事件，是在1982年7月30日，中国机关保卫干部随团保卫人员郑延武在中国人民解放军空军一架编号50258的維克斯子爵型飞机上进行的劫机事件，最终郑延武被击毙。

## 背景
1982年7月30日，在中国访问的非洲乌干达陆军少将率领的高级军事代表团结束在上海访问，乘坐50258号子爵型飞机赶赴北京参加中国人民解放军“八一”建军节的纪念活动。

## 劫机
1982年7月30日9时12分，机场调度室下达了“起飞”的命令，“子爵号”起飞。在起飞20分钟后，郑延武冲进驾驶舱，反锁舱门，将一瓶汽油泼在了地板上，右手抽出上膛的手枪，左手掏出打火机。郑延武把驾驶员蓝丁寿的耳机摘掉，要求飞机调转航向150°，飞向台湾桃园机场。张景海马上向地面和后舱报告，但被郑延武发现，张景海被迫摘下耳机，前舱与后舱及地面的联系完全中断。蓝丁寿趁郑延武擦汗时关闭右舵罗盘的转换开关，张景海启动左罗盘开关对飞机进行操作，飞机并未飞向台湾。
蓝丁寿和张景海悄悄打开自动驾驶仪，打开通风开关让汽油尽快挥发，并把安全带扣解开，打开座椅调整开关，将座椅调整到最后位置。在僵持半个小时后，飞机飞到安徽黄山和九华山之间的太平湖附近，蓝丁寿谎称到了海边，郑延武向前张望时，蓝丁寿和张景海乘机压倒郑延武，郑延武扣动扳机，张景海右腿被打伤，蓝丁寿胸腹部的飞行服被子弹打穿但没有受伤，其余几枪都打在舱内设备和舱壁上。在搏斗中，驾驶舱舱门被撞开，领航员刘铁军用太平斧将郑延武砸死。
最终飞机由蓝丁寿驾驶到南京大校场机场。

## 表彰
在空军召开的庆功大会上，授予“子爵号”机组“英雄机组”称号；授予张景海、兰丁寿为“反劫持英雄”称号，获得中央军委一级英模金质奖章；刘铁军和机组其他成员被空军记功、授奖。